# كوريفي (إماثيا)
كوريفي (Κορυφή) هي مدينة في إيماثيا في مقاطعة فوريا إلادا في اليونان.